# Light Jagami
Light Jagami (jap. 夜神 月, Yagami Light) glavni je lik manga stripa i istoimene anime serije Bilježnica smrti. Svijetu je poznatiji kao Kira ((キラ, japanski izgovor engleske riječi killer, 'ubojica'). Vrlo je inteligentan tinejdžer kojemu dosađuje život kakav ima. Nakon što je Šinigami imena Rjuk bacio Bilježnicu Smrti koja ubija onoga čije je ime upisano u nju, Light je otkriva i odlučuje se poništiti status quo i donijeti pravdu u nepravedan svijet. To će postići ubijajući one koje drži nedostojnima života. Dok nastoji pobiti kriminalce i napraviti svijet oslobođen kriminala u kojem bi on vladao, uhvatiti ga nastoji posebna operativna skupina i L, kojega četiri godine kasnije zamijeni Near.

## Vanjske poveznice
- Death Note manga web stranica  Arhivirana inačica izvorne stranice od 27. svibnja 2005. (Wayback Machine)
- Anime web stranica
- Viz Media Death Note web stranica  Arhivirana inačica izvorne stranice od 16. svibnja 2008. (Wayback Machine)
- Madman Entertainment's Death Note web stranica  Arhivirana inačica izvorne stranice od 25. siječnja 2022. (Wayback Machine)
- Death Note na Wikia
- Death Note Anime  Arhivirana inačica izvorne stranice od 1. travnja 2009. (Wayback Machine)